# Zielinski Szilárd

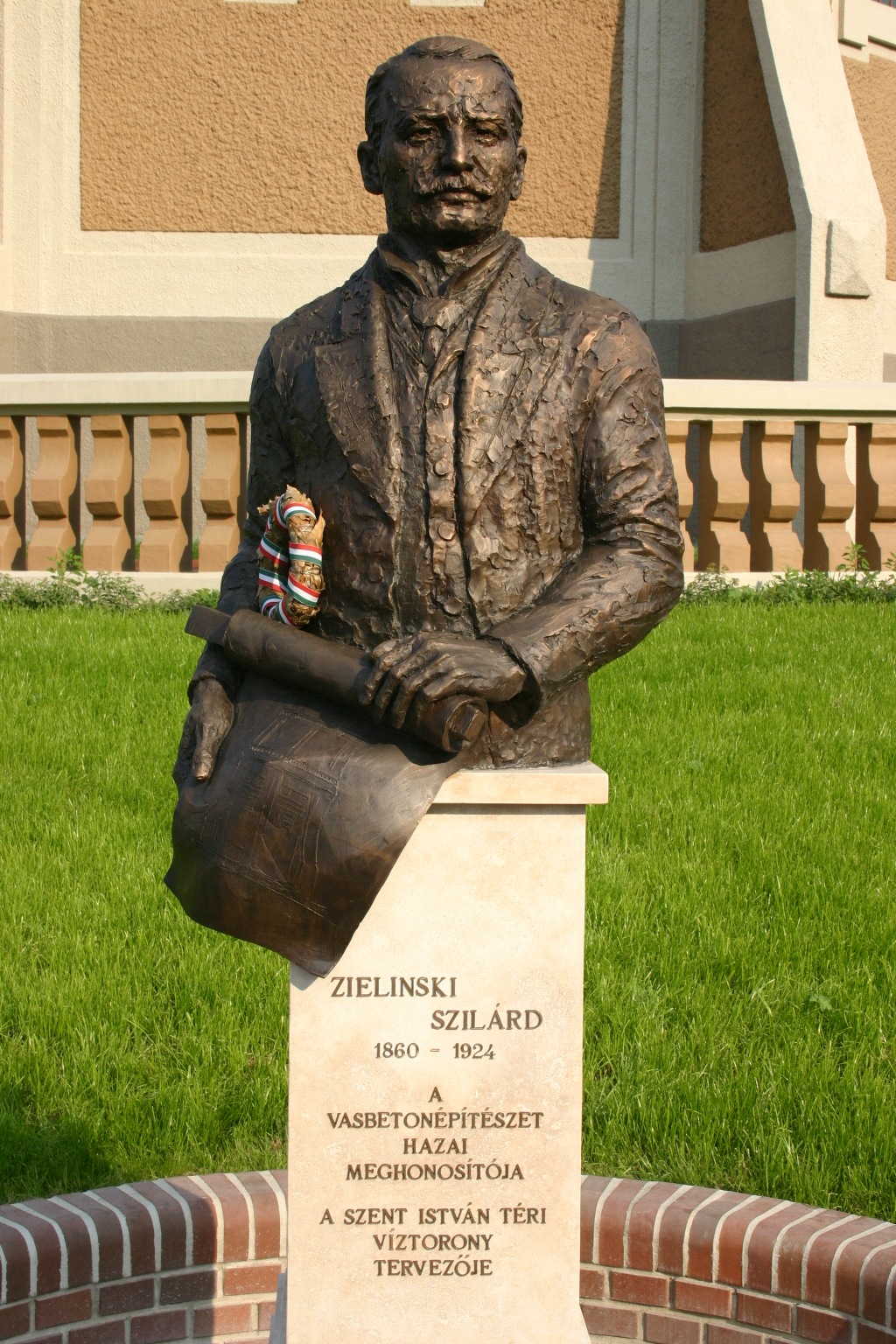
Mellszobra Szegeden

Zielinski Szilárd (Mátészalka, 1860. május 1. – Budapest, 1924. április 24.) építőmérnök, műegyetemi tanár, a magyarországi vasbetonépítés úttörője.

## Életpályája
1860. május 1-jén született Mátészalkán. Apja Stanislaus Zieliński, politikai okokból Magyarországra menekült lengyel nemesember volt, anyja Böhm Terézia. Tanulmányait a Budai Főreáltanodában, majd Pesten, a m. kir. József-Műegyetemen végezte, majd 1888-ig állami ösztöndíjjal Németországban, Angliában és Franciaországban tanult, illetve Párizsban dolgozott az Eiffel-cégnél. 1889-től mérnöki irodát nyitott Budapesten, és elsősorban hídtervezéssel és vasúti nyomjelzéssel foglalkozott. Ekkoriban még főleg vasszerkezeteket alkalmazott. 1897-től tanár volt a Műegyetemen.
1894. december 1-jén Budapesten, a Kálvin téri református templomban feleségül vette Halász Irma Rózát.
A XIX. század második felében London, New York, Chicago és Párizs metróépítési lázban égtek, 1897-re Zielinski Szilárd is megalkotta a budapesti „Magyar Metropol Vasút” tervét. Meghatározta az észak–déli és a keleti–nyugati főirányokat is. Így a mérnökök közt ő volt az első, aki a metróhálózati építési tervekért doktori címet kapott.
Miután megismerte François Hennebique francia mérnök vasbetonépítésre vonatkozó szabadalmát mérnöki munkájában az országban elsőként szorgalmazta a vasbeton szerkezetek alkalmazását. Kezdetben francia tervek alapján és francia munkások alkalmazásával dolgozott, majd nem sokkal később már saját tervek és szegedi munkások segítségével függetlenítette magát.
Mérnöki munkássága mellett sok éven át küzdött a Mérnöki Kamara megalakításáért. Erre vonatkozó első javaslatát még 1900-ban nyújtotta be, de egészen 1923-ig kellett várnia, amíg a Mérnöki Kamara, illetve nem sokkal később a Budapesti Mérnöki Kamara megalakulhatott. Utóbbinak ő lett az első elnöke a március 8-ai megalapítástól április 24-én bekövetkezett haláláig.

## Mérnöki munkái

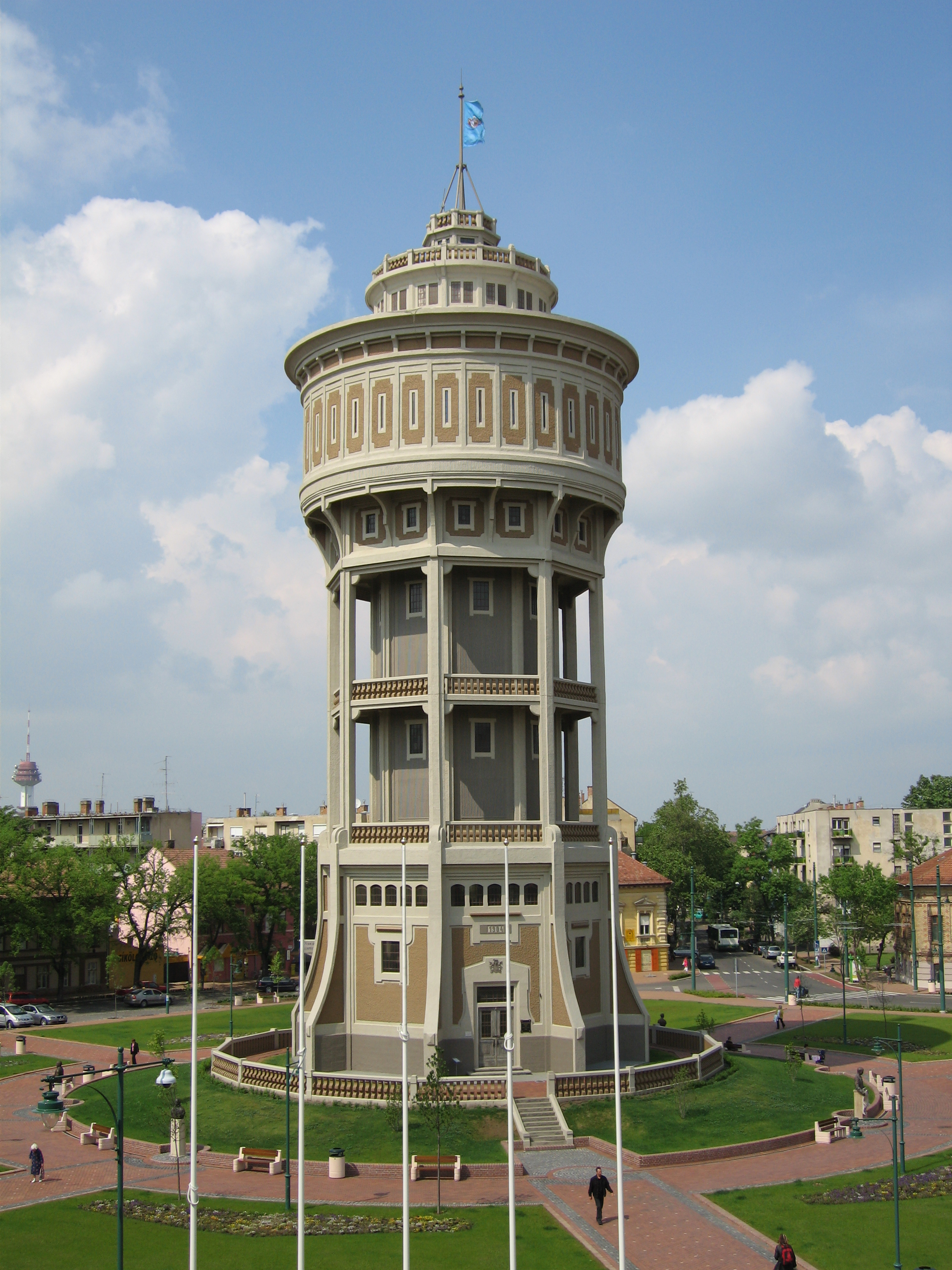
A Zielinski-féle víztorony Szegeden (1903–1904)

- Zielinski híd, Budapest, Városliget, (vasszerkezet, 1895–1896)
- Ráckevei Árpád híd (1897, a II. világháború idején lebombázták)
- Nišava-híd, Niš, Szerbia (1901)
- Debrecen–Szatmárnémeti–Máramarossziget vasúti fővonal felett létesült, az első vasbeton szerkezetű vasbeton vasúti híd Magyarországon (1903)
- Bertalan Lajos-emlékmű, Szeged (1903)
- Kőbányai víztorony (1903)
- Szegedi víztorony  , Szeged (1903–1904)
- Ohat-pusztakócsi magtár (1905)
- Bökényi duzzasztó[6] (Az első vasbeton szerkezetű vízépítési műtárgy Magyarországon. Hármas-Körös, Csongrád megye, 1905–1907)
- Siófoki kaszinó (vasbetonból 1909)
- Margit-szigeti víztorony (1909–1911)
- Ungár–Mayer-palota vasbeton szerkezete, Szeged (1910–1911)
- Svábhegyi Víztorony avagy Eötvös úti víztorony (1913)
- A Ganz-MÁVAG pesti, G telepének egykori Daruszerelő és Motorműhelye (1904–1905)
- A budapesti Zeneakadémia födém-, erkély- és tetőszerkezeteit tervezte Zielinski irodájának vezetőjeként Jemnitz Zsigmond, szerkezettervező mérnökként Korb Flóris és Giergl Kálmán (1904–1907)
- Balatonföldvár, hajókikötő, nyugati móló gyaloghídja (vasbeton, 1905)[7]
- Az ACSEV egyes vasútállomásainak raktárépületei
- Hosszúvölgyi viadukt (vasbeton, 1907)
- Temes-híd, Örményes (1906–1908)
- Kikötői elevátor, Fiume (vasbetonból 1910)
- Csanádi vasúti Maros-híd és Csanádi közúti Maros-híd
- Kustány, Zala-híd (1912)
- Letenye, Mura-ártéri-híd (1912)
- Andráshida, Zala-híd, (1914)
- A Lánchíd átépítésének tervei (1912–1916)

## Írásai
- A vágány kapcsolások számító módja. Bpest, 1888 (Kny. az M. Mérnök- és Ép.-E. Közlönyéből)
- Ajánlat az alsó Dunán Ó-Moldova- és Turn-Szeverin közt levő hajózási akadályok elhárításának módszerére. Bpest, 1890 (Kny. az M. Mérnök- és Ép.-E. Közlönyéből)
- A helyiérdekű vasutakról szóló törvények módosítása és kiegészítésére vonatkozó kérdőpontok és javaslatok (Bene Györggyel és Pulszky Garibaldival együtt) Bpest, 1899 (Kny. a Heti Értesítőből)
- A román cementek összehasonlító vizsgálása és a gyakorlatban való felhasználásuk ellenőrzése (Zhuk Józseffel együtt) Bpest, 1901
- Budapest forgalmi viszonyainak rendezése és a központi fővasút terve. Bpest, 1902
- A román- és portland-cementek szilárdulása pépben, habarcsban és betonban. Bpest, 1909

## Emlékezete

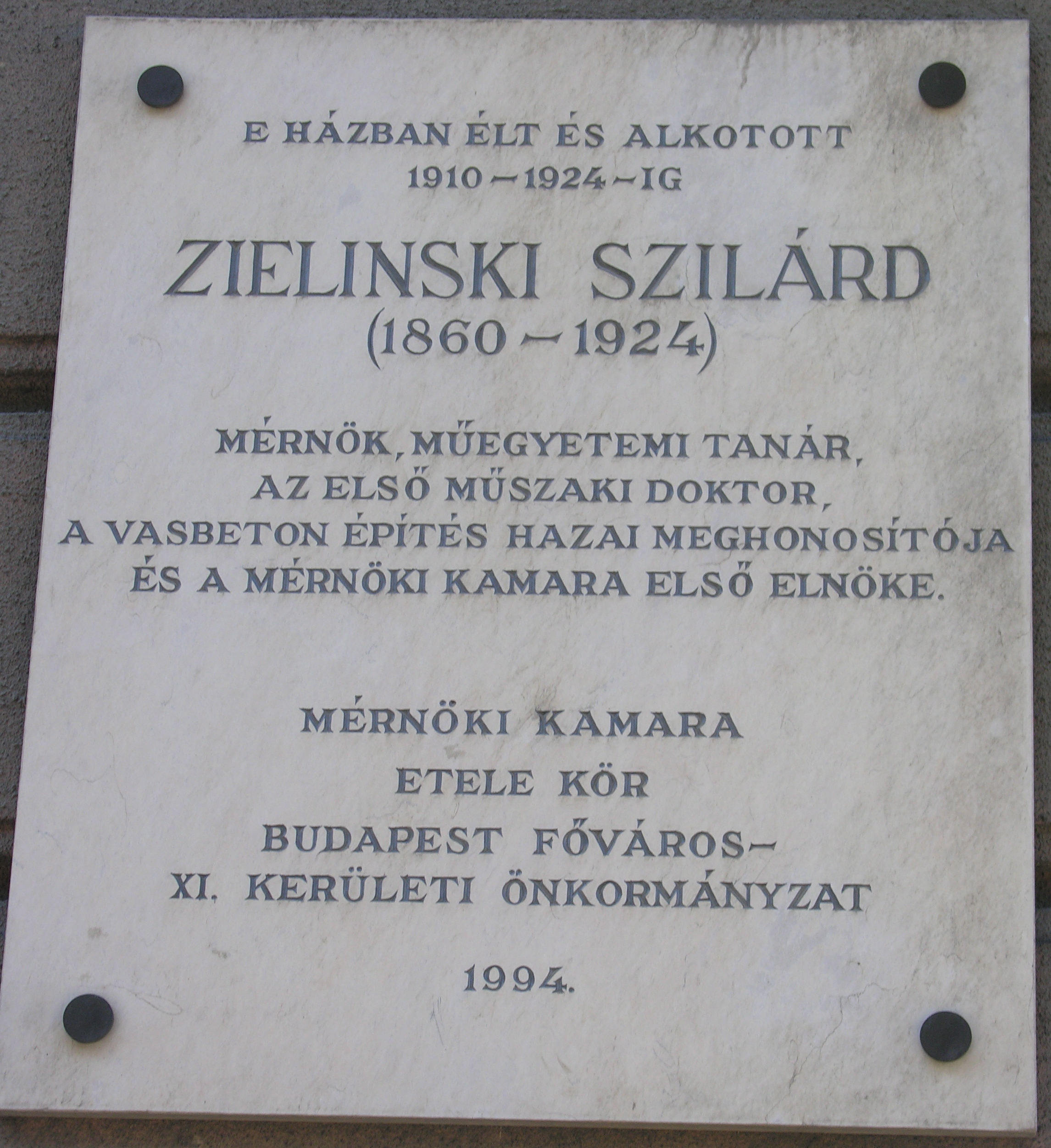
Zielinski Szilárd emléktáblája egykori lakhelyén, a Budafoki út 3. szám alatt

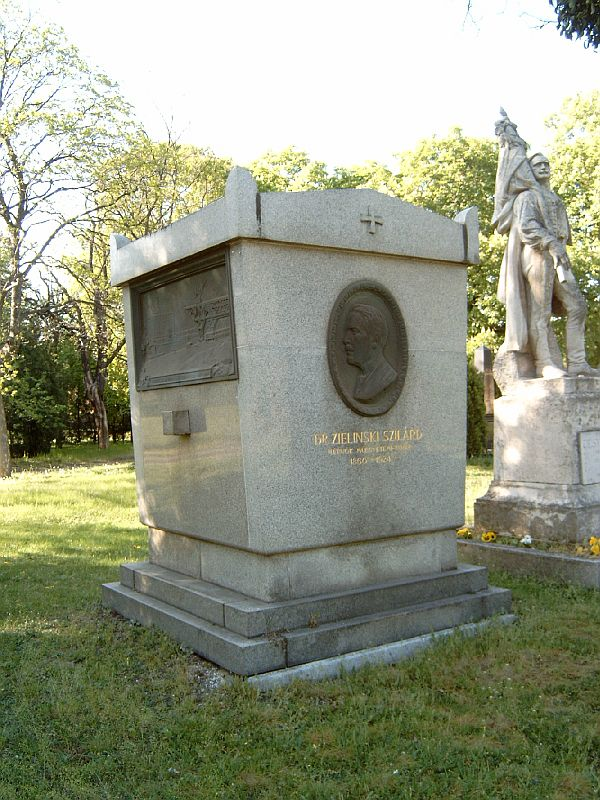
Sírja a Fiumei úti sírkertben (10/1-1-2). Wälder Gyula alkotása

- Miskolcon, a Selyemrét városrészben utcát neveztek el róla az 1930-as években.
- 1994-ben a Budapest XI. kerülete Budafoki út 3. alatt emléktáblát avattak a tiszteletére, ami a magyarországi lengyelek fontos emléke, illetve emlékhelye.[8]
- Zielinski munkásságának és emlékezetének tiszteletére a Magyar Mérnöki Kamara választmányi ülése 2000. január 19-én megalapította a Zielinski Szilárd-díjat.